# Walter Horak
Walter Horak (1 de junho de 1931 – 24 de dezembro de 2019) foi um futebolista austríaco que atuava como atacante.

## Carreira
Walter Horak fez parte do elenco da Seleção Austríaca na Copa do Mundo de 1958.[carece de fontes?] Morreu no dia 24 de dezembro de 2019, aos 88 anos.